# 2015–2016-os angol labdarúgó-bajnokság (első osztály)
A 2015–16-os Premier League (szponzori nevén Barclays Premier League) a 24. Premier League-szezon az elindulás éve, 1992 óta, összességében pedig a 117. első osztályú angol bajnokság. A címvédő a Chelsea csapata, akik az előző szezonban ünnepelték 5. bajnoki címüket. A bajnokságot a Leicester City nyerte, így feliratkozott a Premier League győztesei közé.
20 csapat indul a bajnokságban: 17 a 2014-2015-ös szezonból, 3 csapat pedig a másodosztályból jutott fel. A Championship bajnoka, a Bournemouth és a második helyezett Watford automatikusan jutottak fel, míg a Norwich City a rájátszás győzteseként vehet részt a Premier League kiírásában.

## Változások az előző szezonhoz képest

### Kiesett csapatok
- Hull City (Premier League 2014–2015: 18.)
- Burnley (Premier League 2014–2015: 19.)
- Queens Park Rangers (Premier League 2014–2015: 20.)

### Feljutott csapatok
- Bournemouth (Championship 2014–2015: bajnok)
- Watford (Championship 2014–15: második)
- Norwich City (Championship 2014–2015: Play-off győztes)

## Részt vevő csapatok
| Csapat               | Város               | Stadion            | Befogadóképesség |
| -------------------- | ------------------- | ------------------ | ---------------- |
| Arsenal              | London              | Emirates Stadion   | 60 361 fő        |
| Aston Villa          | Birmingham          | Villa Park         | 42 785 fő        |
| Bournemouth          | Bournemouth         | Dean Court         | 12 081 fő        |
| Chelsea              | London              | Stamford Bridge    | 42 449 fő        |
| Crystal Palace       | London              | Selhurst Park      | 26 309 fő        |
| Everton              | Liverpool           | Goodison Park      | 40 157 fő        |
| Leicester City       | Leicester           | King Power Stadion | 32 262 fő        |
| Liverpool            | Liverpool           | Anfield Stadion    | 45 276 fő        |
| Manchester City      | Manchester          | Etihad Stadium     | 55 097 fő        |
| Manchester United    | Manchester          | Old Trafford       | 75 811 fő        |
| Newcastle United     | Newcastle upon Tyne | St James’ Park     | 52 409 fő        |
| Norwich City         | Norwich             | Carrow Road        | 27 244 fő        |
| Southampton          | Southampton         | St. Mary’s Stadium | 32 689 fő        |
| Stoke City           | Stoke-on-Trent      | Britannia Stadion  | 27 740 fő        |
| Sunderland           | Sunderland          | Stadium of Light   | 48 707 fő        |
| Swansea City         | Swansea             | Liberty Stadion    | 20 520 fő        |
| Tottenham Hotspur    | London              | White Hart Lane    | 36 230 fő        |
| Watford              | Watford             | Vicarage Road      | 21 577 fő        |
| West Bromwich Albion | West Bromwich       | The Hawthorns      | 26 360 fő        |
| West Ham United      | London              | Boleyn Ground      | 35 303 fő        |

## Tabella
| #   | Csapat                  | M  | GY | D  | V  | G+ – G– | GK  | P  | Megjegyzések  |
| --- | ----------------------- | -- | -- | -- | -- | ------- | --- | -- | ------------- |
| 1.  | Leicester City (B)      | 38 | 23 | 12 | 3  | 68–36   | +32 | 81 | BL–csoportkör |
| 2.  | Arsenal                 | 38 | 20 | 11 | 7  | 65–36   | +29 | 71 | BL–csoportkör |
| 3.  | Tottenham Hotspur       | 38 | 19 | 13 | 6  | 69–35   | +34 | 70 | BL–csoportkör |
| 4.  | Manchester City         | 38 | 19 | 9  | 10 | 71–41   | +30 | 66 | BL–rájátszás  |
| 5.  | Manchester United (KGY) | 38 | 19 | 9  | 10 | 49–35   | +14 | 66 | EL-csoportkör |
| 6.  | Southampton             | 38 | 18 | 9  | 11 | 59–41   | +18 | 63 | EL-rájátszás  |
| 7.  | West Ham United         | 38 | 16 | 14 | 8  | 65–51   | +14 | 62 |               |
| 8.  | Liverpool               | 38 | 16 | 12 | 10 | 63–50   | +13 | 60 |               |
| 9.  | Stoke City              | 38 | 14 | 9  | 15 | 41–55   | −14 | 51 |               |
| 10. | Chelsea CV              | 38 | 12 | 14 | 12 | 59–53   | +6  | 50 |               |
| 11. | Everton                 | 38 | 11 | 14 | 13 | 59–55   | +4  | 47 |               |
| 12. | Swansea City            | 38 | 12 | 11 | 15 | 42–52   | −10 | 47 |               |
| 13. | Watford Ú               | 38 | 12 | 9  | 17 | 40–50   | −10 | 45 |               |
| 14. | West Bromwich Albion    | 38 | 10 | 13 | 15 | 34–48   | −14 | 43 |               |
| 15. | Crystal Palace          | 38 | 11 | 9  | 18 | 39–51   | −12 | 42 |               |
| 16. | Bournemouth Ú           | 38 | 11 | 9  | 18 | 45–67   | −22 | 42 |               |
| 17. | Sunderland              | 38 | 9  | 12 | 17 | 48–62   | −14 | 39 |               |
| 18. | Newcastle United (K)    | 38 | 9  | 10 | 19 | 44–65   | −21 | 37 | Championship  |
| 19. | Norwich City Ú (K)      | 38 | 9  | 7  | 22 | 39–67   | −28 | 34 | Championship  |
| 20. | Aston Villa (K)         | 38 | 3  | 8  | 27 | 27–76   | −49 | 17 | Championship  |

Utolsó frissítés: 2016. május 17. 
Forrás: premierleague.com 
A rangsorolás alapszabályai: 1. összpontszám, 2. egymás elleni eredmények összpontszáma, 3. gólkülönbség, 4. szerzett gólok száma.
(B): Bajnokcsapat, (K): Kieső csapat, (F): Feljutó csapat, (I): Kupainduló, (R): A rájátszás győztese, (KGY): Kupagyőztes

### Mérkőzések fordulónként
A fordulók eredményei a jobb oldali szövegre kattintva nyithatóak/csukhatóak. A félkövér betűvel írt csapat a mérkőzés győztese. 
| 1. forduló                                   |       |                 |
| Hivatalos mérkőzésnap: 2015. augusztus 8-10. |       |                 |
| Manchester United                            | 1 – 0 | Tottenham       |
| Norwich                                      | 1 – 3 | Crystal Palace  |
| Leicester                                    | 4 – 2 | Sunderland      |
| Everton                                      | 2 – 2 | Watford         |
| Bournemouth                                  | 0 – 1 | Aston Villa     |
| Chelsea                                      | 2 – 2 | Swansea         |
| Arsenal                                      | 0 – 2 | West Ham        |
| Newcastle                                    | 2 – 2 | Southampton     |
| Stoke City                                   | 0 – 1 | Liverpool       |
| West Brom                                    | 0 – 3 | Manchester City |

| 2. forduló                                    |       |                   |
| Hivatalos mérkőzésnap: 2015. augusztus 14-17. |       |                   |
| Aston Villa                                   | 0 – 1 | Manchester United |
| Southampton                                   | 0 – 3 | Everton           |
| Swansea City                                  | 2 – 0 | Newcastle         |
| Sunderland                                    | 1 – 3 | Norwich           |
| Tottenham                                     | 2 – 2 | Stoke City        |
| Watford                                       | 0 – 0 | West Brom         |
| West Ham                                      | 1 – 2 | Leicester         |
| Crystal Palace                                | 1 – 2 | Arsenal           |
| Manchester City                               | 3 – 0 | Chelsea           |
| Liverpool                                     | 1 – 0 | Bournemouth       |

| 3. forduló                                    |       |                 |
| Hivatalos mérkőzésnap: 2015. augusztus 22-24. |       |                 |
| Manchester United                             | 0 – 0 | Newcastle       |
| Crystal Palace                                | 2 – 1 | Aston Villa     |
| Leicester                                     | 1 – 1 | Tottenham       |
| Norwich                                       | 1 – 1 | Stoke City      |
| Sunderland                                    | 1 – 1 | Swansea         |
| West Brom                                     | 2 – 3 | Chelsea         |
| West Ham                                      | 3 – 4 | Bournemouth     |
| Everton                                       | 0 – 2 | Manchester City |
| Watford                                       | 0 – 0 | Southampton     |
| Arsenal                                       | 0 – 0 | Liverpool       |

### Góllövőlista
| #  | Játékos        | Klub              | Gólok |
| -- | -------------- | ----------------- | ----- |
| 1. | Harry Kane     | Tottenham Hotspur | 25    |
| 2. | Sergio Agüero  | Manchester City   | 24    |
| 2. | Jamie Vardy    | Leicester City    | 24    |
| 4. | Romelu Lukaku  | Everton           | 18    |
| 5. | Rijad Mahrez   | Leicester City    | 17    |
| 6. | Olivier Giroud | Arsenal           | 16    |
| 7. | Jermain Defoe  | Sunderland        | 15    |
| 7. | Odion Ighalo   | Watford           | 15    |
| 9. | Troy Deeney    | Watford           | 13    |
| 9. | Alexis Sánchez | Arsenal           | 13    |

Forrás: BBC.com